# أندرو سانشيز
أندرو ويليام سانشيز (بالإنجليزية: Andrew William Sanchez؛ مواليد 8 أبريل 1988) هو مُقاتل فنون قتالية مختلطة أمريكي.

## وصلات خارجية
- أندرو سانشيز على موقع يو إف سي (الإنجليزية)
- أندرو سانشيز على موقع شيردوغ (الإنجليزية)
- أندرو سانشيز على موقع IMDb (الإنجليزية)